# Malouma

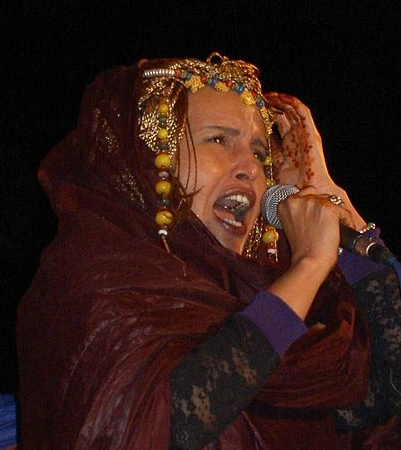
Malouma (2004)

Malouma Mint El Meidah (arabisch المعلومة منت الميداح, DMG al-Maʿlūma mint al-Maidāḥ, auch Maalouma oder Malouma (/mɑːloʊmɑː/); geboren am 1. Oktober 1960) ist eine mauretanische Sängerin und Politikerin.

## Leben
Aufgewachsen im Südwesten Mauretaniens hatte sie ihre ersten Auftritte im Alter von zwölf Jahren. Ihr erster Titel Habibi Habeytou kritisierte die Art und Weise, in der Frauen in der Ehe behandelt werden. Obgleich ein unmittelbarer Erfolg, verursachte der Titel einen Aufschrei in der herrschenden Klasse. Nachdem sie noch als Teenager zur Hochzeit gezwungen worden war, musste sie das Singen bis 1986 aufgeben. Sie entwickelte ihren musikalischen Stil aus einer Kombination von traditioneller Musik mit Elementen von Blues, Jazz und elektronischer Musik. Nach Fernsehauftritten mit Titeln zu kontroversiellen Themen wie dem Eheleben, Armut und Ungleichheit wurde ihre Musik in Mauretanien Anfang der 1990er zensiert. Sie selbst begann zu dieser Zeit auch im Ausland aufzutreten. Nachdem die Zensur ihrer Musik aufgehoben wurde, nahm sie ihre Gesangskarriere wieder auf und erreichte große Bekanntheit, insbesondere unter der jüngeren Generation. Ihr viertes Album, Knou (2014), beinhaltet Texte zu Menschenrechten und dem Platz der Frau in der Gesellschaft.
Neben ihrer eigenen Musik hat sich Malouma auch für den Schutz der Musik Mauretaniens engagiert, unter anderem indem sie die Regierung zur Einrichtung einer Musikschule bewegte, ihre eigene Stiftung zur Unterstützung des musikalischen Erbe des Landes einrichtete und durch die Schaffung eines eigenen Musikfestivals im Jahr 2014.
Seit den 1990ern ist Malouma in der Politik als Aktivistin für mehr Demokratie, im Kampf gegen HIV/AIDS und für Frauenrechte engagiert. Sie wurde 2007 als erste Politikerin ihrer Kaste zur Senatorin gewählt, aber im nächsten Jahr in Folge eines Putsches verhaftet. Als 2009 erneut Wahlen abgehalten wurden, wurde sie als Senatorin für die Oppositionspartei Ech-Choura für Umweltthemen verantwortlich. In weiterer Folge wurde sie 2011  IUCN's Goodwill Ambassador für Zentral und Westafrika. Im Dezember 2014 gab sie bekannt, von der Oppositionspartei zur herrschenden Partei, der Union for the Republic, zu wechseln, um in ihren Bemühungen zum Fortschritt des Landes voranzukommen. Ihre Arbeit wurde von Frankreich durch die Aufnahme in die Ehrenlegion anerkannt.

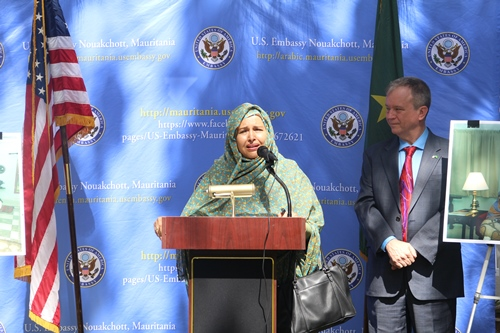
Malouma in der US-Botschaft in Nouakchott (2015)

## Ausgewählte Werke
- 1998, Desert of Eden (Album), westafrikanische und arabisch-berberische Musik[3]
- 2003, Dunya (Leben), aufgenommen bei dem Label Marabu in Nouakchott; eine Mischung aus Blues, Rock und traditioneller Musik aus Südmauretanien und Indo-Pakistan, gesungen im arabischen Dialekt Hassania[4]
- 2007, Nour (Licht), aufgenommen bei dem Label Marabu während ihres Aufenthalts in Angloulême 2003 mit der Unterstützung des Festivalorganisators Christian Mousse; eine Sammlung von Dance Beats mit elektrischen Gitarren, ohne die traditionellen Instrumente der Mauren[4]
- 2009 war Malouma als Komponistin und Vokalistin bei zwei Titeln des 2009 Ping Kong Albums von DuOud vertreten, Missy Nouakchott und Sable Émouvant
- 2014, Knou (Album), eine Sammlung von Ethno-Pop-Titeln vermischt mit traditionellen Instrumenten